# 小曾木
- 小曾木
- 小曽木

小曾木（おそき）は、東京都青梅市にある地名。現行行政地名は小曾木一丁目から小曾木五丁目。郵便番号は198-0003。

## 概要
青梅市の北東部に位置する。北部を横断する都道28号線に沿って黒沢川が流れ、東部を小布市川や都道44号線が走る。道路沿いに住宅や農地が散在する。中央部にはJA西東京の拠点支店があり、市により東京消防庁青梅消防署の北部出張所用地も確保されている。東端には岩蔵温泉などの観光地もある。かつては東京炭鉱もあった。

## 地理
大半が山地になっており、南側に霞丘陵が位置する。

## 歴史
「小曽木村の歴史」を参照。

### 村域の変遷
- 1889年（明治22年）4月1日 - 町村制施行により、南小曽木村、富岡村、黒沢村が合併し神奈川県西多摩郡小曽木村が成立する。南小曽木村は大字南小曽木となる。
- 1893年（明治26年）4月1日 - 西多摩郡が南多摩郡、北多摩郡とともに東京府へ編入する。
- 1943年（昭和18年）7月1日 - 東京都制施行。
- 1955年（昭和30年）4月1日 - 吉野村、三田村、成木村とともに青梅市へ編入され、消滅。大字南小曽木は小曾木地区に属する。
- 1968年（昭和43年）8月 - 小曾木地区に新町区域指定、町名変更実施。大字南小曽木は小曾木一丁目から小曾木五丁目に変更[8]。

## 世帯数と人口
2021年（令和3年）3月1日現在の世帯数と人口は以下の通りである。
| 町丁         | 世帯数  | 人口    |
| ------------ | ------- | ------- |
| 小曾木一丁目 | 96世帯  | 199人   |
| 小曾木二丁目 | 44世帯  | 99人    |
| 小曾木三丁目 | 171世帯 | 378人   |
| 小曾木四丁目 | 214世帯 | 363人   |
| 小曾木五丁目 | 76世帯  | 161人   |
| 計           | 601世帯 | 1,200人 |

## 小・中学校の学区
市立小・中学校に通う場合、学区は以下の通りとなる。
| 町丁         | 番地 | 小学校             | 中学校             |
| ------------ | ---- | ------------------ | ------------------ |
| 小曾木一丁目 | 全域 | 青梅市立第七小学校 | 青梅市立第六中学校 |
| 小曾木二丁目 | 全域 | 青梅市立第七小学校 | 青梅市立第六中学校 |
| 小曾木三丁目 | 全域 | 青梅市立第七小学校 | 青梅市立第六中学校 |
| 小曾木四丁目 | 全域 | 青梅市立第七小学校 | 青梅市立第六中学校 |
| 小曾木五丁目 | 全域 | 青梅市立第七小学校 | 青梅市立第六中学校 |

## 施設など
全域
- 青梅市消防団分団[10]
  - 第六分団 - 小曾木地区

小曾木一丁目
- 青梅警察署小曾木駐在所
- オソキゴルフセンター
- 長生病院
- 小布市神社
- 小曾木1丁目児童遊園

小曾木二丁目
- 立正佼成会青梅錬成道場
- 天寧寺
- 白鬚神社
- 厚澤御嶽山神社

小曾木三丁目
- 小曾木市民センター、小曾木図書館
- 青梅市立第七小学校
- 京セラ株式会社 東京青梅工場 - かつての富岡光学株式会社→京セラオプテック株式会社[11]。
- 八坂神社
- 福昌寺

小曾木四丁目
- 青梅市立第六中学校
- 地域保健福祉センター - 2020年3月末をもって閉館[12]。
- おそき保育園 - 2014年4月、小曾木第一保育園と小曾木第二保育園を統合[13]。
- 小曾木診療所
- 西東京農業協同組合小曾木支店
- 青梅市花木園
- 小曾木4丁目児童遊園
- 山神社
- 中井神社
- 高徳寺
- 東京炭鉱（バス停）

小曾木五丁目
- 岩蔵温泉
- 東京バーディクラブ
- ちがむら球技場
- 愛宕神社
- 御嶽神社
- 石倉禅院

## 交通
都営バスと西武バスのバス路線があり、JR青梅線・青梅駅、東青梅駅、西武池袋線・飯能駅へのアクセスも容易である。